# Mechanic’s lien
Zastaw Mechanika (Mechanic’s lien) – w systemie anglosaskiego prawa common law jest kaucją w tytule do nieruchomości na rzecz osób, które dostarczyły pracy lub materiałów, ulepszających nieruchomość. Zastaw istnieje zarówno na nieruchomości, jak i na mieniu ruchomym. Znany jest również pod innymi nazwami, w tym zastaw budowlany, zastaw budowlańca, zastaw wykonawcy. Nazywa się go również zastawem dostarczyciela materiałów lub zastawem dostawcy, gdy odnosi się do dostarczających materiały, zastawem robotnika, gdy odnosi się do tych, którzy dostarczają siłę roboczą, oraz zastawem projektanta, gdy odnosi się do architektów lub projektantów, którzy przyczyniają się do ulepszenia. W dziedzinie własności ruchomej i prawa autorskiego, nazywany jest również zastawem rzemieślniczym.
Angielski termin „zastaw – lien” pochodzi od francuskiego rdzenia i ma znaczenie podobne do linku; jest też związany z angielskim „łącznikiem – liaison”.
Natomiast słowo „mechanik” jest użyte w swoim archaicznym znaczeniu, w języku angielskim, jako „robotnik manualny” lub rzemieślnik, z greckiego mekhane, mekhanos: μηχανή, μηχανος, a ostatecznie z języka praindoeuropejskiego „*megʰ-” zdolny, zdatny, sprawny manualnie, a spokrewnionego z polskim mogę, móc.
Prawo zastawu „mechanika” na majątku, w Stanach Zjednoczonych, pochodzi z XVIII wieku.

## Historia i przyczyny istnienia
Zastawy mechanika, w ich nowoczesnej formie zostały po raz pierwszy stworzone przez Thomasa Jeffersona, aby zachęcić do budowania w nowej stolicy – Waszyngtonie. Zostały uchwalone przez Zgromadzenie Ogólne Stanu Maryland, którego częścią było wówczas miasto Waszyngton. Jednak jest mało prawdopodobne, aby Jefferson samodzielnie wpadł na ten pomysł.
W czasie, gdy Jefferson promował prawo, uregulowania podobne do zastawu wykonawcy istniały już w krajach prawa cywilnego, takich jak Francja, Republika Holenderska i Hiszpania, a niektóre rozwiązania prawne w tej dziedzinie sięgały nawet korzeniami Cesarstwa Rzymskiego.
A ponieważ kontrola nad Luizjaną od Francuzów przeszła do Hiszpanów, zanim trafiła pod jurysdykcję Stanów Zjednoczonych, to przyjęła ona w dużej mierze francuski kodeks napoleoński, i na tym terytorium istniały już podobne uregulowania prawne.
Wydaje się wysoce prawdopodobne, że ustawodawcy pracujący w Stanach Zjednoczonych nad pierwszymi ustawami o zastawie mechanika znali te koncepcje prawa cywilnego i korzystali z nich. Niemniej wersja amerykańska była oryginalna, ponieważ dała budowniczym bardziej solidne prawo do samego gruntu – nieruchomości (w porównaniu z wartością ulepszenia).
W odniesieniu do nieruchomości, zastawy wykonawcy są regulacjami czysto ustawowymi, które istnieją w każdym stanie (chociaż w Kalifornii, jak wspomniano poniżej, mają podstawę konstytucyjną). Powodem ich istnienia jest legislacyjna polityka publiczna mająca na celu ochronę wykonawców. Dokładniej rzecz ujmując, stanowe organy ustawodawcze ustaliły, że ze względu na ekonomikę branży budowlanej wykonawcy i podwykonawcy potrzebują większego zabezpieczenia w przypadku braku zapłaty za swoją pracę niż tylko prawo do pozywania właścicieli inwestycji budowlanej na podstawie umów. W szczególności, bez „zastawu mechanika”, podwykonawcy dostarczający robociznę lub materiały mogliby nie mieć skutecznego środka prawnego, jeżeli ich główny wykonawca nie byłby dostatecznie odpowiedzialny finansowo, ponieważ jedyne prawo umowne przysługiwałoby im w stosunku do tego głównego wykonawcy.
Bez zastawu mechanika wykonawca miałby ograniczoną liczbę możliwości wyegzekwowania płatności należnych kwot. Co więcej, w każdym nieudanym projekcie, zazwyczaj istnieje długa lista roszczeń i rościcieli. Aby uniknąć widma podwykonawców rozmaitych rzemiosł, różnych producentów materiałów i dostawców usiłujących odebrać, czy wymontować z nieruchomości wprowadzone przez nich ulepszenia, oraz zachować pewien stopień równości między różnymi podmiotami mającymi roszczenia wobec projektu, stworzono ustawowy system zastawu. Bez tego rzemieślnik „A” może próbować „ścigać się” z dostawcą „B” do sądu, miejsca realizacji projektu lub pożyczkodawcy budowlanego w celu uzyskania płatności. By tego uniknąć, większość ustaw dotyczących zastawu nakazuje ścisłe przestrzeganie sformalizowanego procesu, w zamian za terminowe rozstrzyganie i równoważenie roszczeń między wszystkimi zaangażowanymi stronami – zarówno właścicielami nieruchomości, jak i osobami ubiegającymi się o zastaw.
W stanie Kalifornia zastaw mechanika jest konstytucyjnym prawem gwarantowanym wykonawcom na mocy Konstytucji Kalifornii. Prawo to zostało szczegółowo wdrożone w ustawach uchwalonych przez Parlament Stanu Kalifornia. W Teksasie Konstytucja Teksasu przyznaje budowniczym prawo zastawu, a podwykonawcy – na mocy rozdziału 53 Kodeksu Własności Stanu Teksas.

## Definicja zastawu na pojeździe i możliwość jego sprzedaży
Zastaw na pojazd, który jest nałożony przez mechanika samochodowego, jest technicznie „zastawem rzemieślnika”, a nie „zastawem mechanika – Mechanic’s lien”, ale działa w podobny sposób jak zastaw „mechanika”. Prawo zastawu „mechanika” może powstać tylko na nieruchomości, tj. gruncie lub budynkach. Jeżeli osoba (licencjonowana stacja naprawcza) naprawiała, dostarczyła towar lub materiały, odholowała lub przechowała pojazd i nie otrzymała zapłaty za wykonane usługi, przysługuje jej zastaw na pojeździe. Zastaw powstaje z chwilą przedstawienia zarejestrowanemu właścicielowi pisemnego zestawienia opłat za wykonane prace lub usługi. Jednakże jeśli wykonano usługi, które nie zostały uzgodnione, a wcześniej nie wystawiono pisemnego i podpisanego kosztorysu, mechanik samochodowy nie ma prawa powstrzymać właściciela prawnego przed odebraniem pojazdu. Jeśli mechanik zażąda opłaty, która nie jest racjonalnie związana z wykonaną pracą i odmówi zwrotu pojazdu do czasu zapłacenia tej sumy, właściciel pojazdu będzie mógł odzyskać od mechanika opłatę za przechowywanie, ponieważ mechanik nie ma prawa odmówić zwrotu pojazdu. Robiąc to, mechanik popełniłby przestępstwo bezprawnego użytkowania lub defraudacji.
Z drugiej strony mechanik może wycenić i przedstawić do zapłacenia właścicielowi pewne wydatki, które są związane z wykonaną pracą. Wydatki te obejmują zwykle holowanie, opłaty za przechowywanie i koszt złożenia zastawu (w sądzie).
Jeśli pojazd jest holowany przez agencję publiczną lub prywatną firmę holowniczą, zastaw powstaje podczas holowania lub transportu pojazdu. Zastaw można zaspokoić, sprzedając pojazd w procesie sprzedaży zastawu.
Aby przeprowadzić sprzedaż zastawu, osoba / zastawnik musi posiadać pojazd i może musieć uzyskać zezwolenie na sprzedaż zastawu od Departamentu Pojazdów Samochodowych Stanu, w zależności od stanu i wartości pojazdu. Zainteresowane strony, w tym zarejestrowani i prawni właściciele, zostaną powiadomieni listem poleconym przed sprzedażą.

## Utworzenie zastawu
Zastaw wykonawcy istnieje w celu zabezpieczenia płatności za usługi, robociznę i materiały na majątku osobistym i nieruchomości. Jednak mechanizmy tworzenia i egzekwowania różnią się w zależności od tego, czy chodzi o własność nieruchomą, czy ruchomą. Prawo zastawu mechanika na nieruchomości reguluje ustanowienie i egzekwowanie tych zastawów na rzeczach ruchomych, które zostały zamontowane w nieruchomości w taki sposób, że stały się budynkiem, armaturą i osprzętem stale przytwierdzonym do obiektu.

## Tworzenie i egzekwowanie – własność ruchoma
Angielskie prawo zwyczajowe uznawało zastawy wykonawcy – mechanika dotyczące wyłącznie mienia ruchomego. Zastaw powstał z mocy prawa przez fakt, że rzemieślnik pracuje na przedmiocie majątku ruchomego lub dołącza do niego dodatkowe materiały. Jednakże aby zachować prawo zastawu, rzemieślnik musiał zachować posiadanie przedmiotu do czasu otrzymania zapłaty. Jeżeli nieruchomość została zwrócona właścicielowi przed upływem tego czasu, zastaw przepadał. Zastaw był egzekwowany poprzez samodzielną sprzedaż majątku i przeznaczenie wpływów ze sprzedaży na zapłatę kwoty należnej za wykonanie. Sprzedaż miała charakter pozasądowy, tj. odbywała się w taki sam sposób, jak sprzedaż majątku zastawionego za dług.
Wydaje się, że w Ameryce 34 stany mają teraz ustawy przewidujące zastawy wykonawców/ mechaników na majątku ruchomym. Statuty te mają tendencję do modyfikowania zasad prawa zwyczajowego. Na przykład w Wirginii zastaw mechanika można egzekwować tylko do kwoty 625 USD, a jeśli wartość majątku przekracza 5000 USD, musi zostać sprzedana na aukcji prowadzonej przez szeryfa zarządzonej przez właściwy sąd.

## Tworzenie, udoskonalanie, pierwszeństwo i egzekwowanie – nieruchomości
Zastawy mechanika na prawie do nieruchomości wynikają wyłącznie z przepisów prawa. Każdy stan ma własne prawa dotyczące ustanawiania i wykonywania tych zastawów, ale ogólnie są wśród nich pewne podobne elementy. Wiele stanów rozróżnia rodzaje nieruchomości, na których można wnieść zastaw wykonawcy.
Zgodnie z obowiązującą w prawie zwyczajowym zasadą „immunitetu suwerennego”, nieruchomości rządowe (własność publiczna) zwykle nie są przedmiotem roszczeń osób prywatnych – na nieruchomościach należących do państw, a w Kanadzie do korony, nie można założyc hipoteki. W związku z tym, chyba że stan wyraźnie tak postanowi, zastaw mechanika (wykonawcy) nie wiąże się z tytułem własności należącym do państwa ani jego jednostek administracyjnych, takich jak miasta. Podobnie, zastawy wykonawcy na mocy prawa stanowego są nieważne na federalnych projektach budowlanych. Aby chronić podwykonawców i dostawców pracujących przy projektach federalnych, w których cena kontraktowa przekracza 100 000,00 USD, Ustawa Millera nakłada na generalnych wykonawców obowiązek przedstawienia poręczenia przez instytucję finansową (payment bond), które gwarantuje zapłatę za pracę wykonaną zgodnie z warunkami umowy. Wiele rządów stanowych i samorządowych podobnie wymaga, aby wykonawcy projektów robót publicznych podlegali obowiązkowi uzyskania poręczenia, na mocy tak zwanych „Little Miller Act” – „Małych Ustaw Millera”. Teoretycznie poręczenie przez instytucję finansową wystawione głównemu wykonawcy na rzecz właściciela publicznego, celem opłacenia podwykonawców i dostawców, na podstawie Ustawy Millera lub Małej Ustawy Millera, zastępuje majątek rządowy, a uprawnieni wnioskodawcy zgłaszają roszczenia wobec tej kaucji w podobny sposób, w jaki złożyliby zwykły zastaw wykonawcy.
W wielu stanach ustawodawca stworzył dodatkowe procedury dla ustanowienia zastawu wykonawcy na nieruchomościach mieszkaniowych. W New Jersey, gdzie uchwalono najsurowsze z tych przepisów, zastaw wykonawcy można ustanowić na nieruchomości mieszkalnej tylko po złożeniu Zawiadomienia o Niespłaconym Saldzie i Prawie do Złożenia Zastawu w ciągu 60 dni od daty ostatniej pracy składającego zastaw i orzeczenia arbitrażowego wydanego przez arbitra Amerykańskiego Stowarzyszenia Arbitracji, zezwalającego na wniesienie zastawu wykonawcy.
Samo złożenie zastawu wykonawcy może być trudne. Większość stanów wymaga po prostu złożenia zastawu wykonawcy u urzędnika hrabstwa lub sądu w określonym czasie od zdarzenia inicjującego. Jednak Maryland wymaga złożenia wniosku do sądu w celu wniesienia zastawu wykonawcy. W stanie Maryland korporacje muszą zatrudnić prawnika, aby złożyć wniosek do sądu.

### Tworzenie i udoskonalanie
Zgodnie z ustawami zastaw jest zwykle tworzony w wyniku wykonania pracy lub dostarczenia materiału ulepszającego nieruchomość. To, jaki rodzaj wkładu liczy się jako ważna podstawa do ustanowienia zastawu mechanika, różni się w zależności od obowiązującego prawa stanu. Oto kilka typowych przykładów:
- robotnicy, stolarze, elektrycy, wykonawcy instalacji grzewczej, wentylacyjnej i klimatyzacyjnej (HVAC) i hydraulicy pracujący na terenie projektu;
- składy drewna, dostawcy armatury wodno-kanalizacyjnej i dostawcy okablowania i sprzętu elektrycznego
- architekci i inżynierowie budownictwa lądowego, którzy sporządzili plany budowy i specyfikacje; oraz
- zewnętrzni wytwórcy specjalistycznej stolarki, ślusarki, elementów wykończeniowych i innych przedmiotów, które są ostatecznie połączone z budowanym obiektem.

Często nie ma prostej reguły, która byłaby użyteczna w każdym stanie, a nawet w każdym przypadku, do określenia uprawnienia do zastawu mechanika. Decyzja, czy stronie przysługuje uzasadnione prawo do zastawu, może zależeć od zbadania spraw uprzednio rozstrzygniętych sądowo, które podtrzymały lub odrzuciły roszczenia o zastaw w tym samym stanie.
W przeciwieństwie do innych kaucji, w większości stanów zastawy mechanika przysługują wykonawcom i dostawcom materiałów, którzy mogą, ale nie muszą, mieć bezpośrednią umowę z właścicielem gruntu. W rzeczywistości brak umowy z właścicielem gruntu jest zwykle normą, ponieważ w większości przypadków właściciel gruntu zawiera umowy tylko z głównym wykonawcą (często nazywanym „podstawowym wykonawcą” – prime contractor). Z kolei główny wykonawca zatrudnia podwykonawców (subcontractors – „subs”) i dostawców materiałów (suppliers) do wykonania prac. Tacy podwykonawcy i dostawcy mają prawo do zastawu na majątku właściciela w celu zabezpieczenia ich płatności od głównego wykonawcy.
Jednak aby mieć egzekwowalny zastaw, zwykle musi on zostać „udoskonalony”. Oznacza to, że posiadacz zastawu musi przestrzegać ustawowych wymogów dotyczących utrzymania i wykonania zastawu. Te wymagania, które zawierają ograniczenia czasowe, są generalnie następujące:
- Przekazanie właścicielowi nieruchomości wymaganego wstępnego zawiadomienia z ujawnieniem prawa do zastawu (niektóre stany).
- Złożenie zawiadomień o rozpoczęciu robót (niektóre stany).
- Złożenie zawiadomień w wymaganych urzędach ewidencyjnych o zamiarze wniesienia zastawu bez wniesienia opłaty (niektóre stany).
- Złożenie zawiadomienia lub roszczenia o zastaw w wymaganych urzędach rejestrujących kaucje w określonym czasie po dostarczeniu materiałów lub zakończeniu prac (wszystkie stany). Ogólnie wpisywanie należności wynikających z zastawu mechanika na hipotekę nieruchomości najczęściej może mieć miejsce po osiągnięciu przez budowę etapu odpowiadającego polskiemu odbiorowi robót budowlanych, a w systemie prawa zwyczajowego nazywane Substantial completion – zasadniczym zakończeniem (robót budowlanych) lub Substantial performance – zasadniczym wykonaniem (robót budowlanych)
- Prawo różni się w zależności od stanu, zarówno pod względem zdarzenia wyzwalającego, jak i czasu jego powstania. Niektóre stany wymagają zgłoszenia w okresie mierzonym od momentu zakończenia pracy przez powoda, podczas gdy inne określają zdarzenie jako mające miejsce po zakończeniu wszystkich prac nad projektem. Długość okresu po zdarzeniu wyzwalającym, pozwalającego na złożenie zastawu – wpisaniu go na hipotekę nieruchomości, są różne.

Ustawy o zastawie mechanika, jako zabezpieczenie praw właściciela nieruchomości, zwykle wymagają od inwestora wstrzymania określonej ustawą części zapłaty należnej głównemu wykonawcy (5%, 10% do 15%) na poczet opłat na rzecz podwykonawców i dostawców, do czasu upływu okresu, w którym wolno wpisywać należności wynikające z prawa do zastawu mechanika na nieruchomość. Zatrzymanie to, zwane „retainage” lub „holdback” musi zostać niezwłocznie zwrócone głównemu wykonawcy, jeśli po upływie ustawowego okresu (np. 45 dni) na hipotece nie pojawiły się żadne wpisy tytułem zastawu mechanika. Wiele umów przewiduje również częściowe zwracanie zatrzymanych sum, przy etapowych wypłatach za wykonane roboty budowlane, co jest znane jako „partial release of holdback” – częściowe zwalnianie zatrzymanych sum, co zabezpiecza interesy podwykonawców branżowych, których prace na budowie kończą się na długo przed jej zakończeniem i odbiorem robót budowlanych przez inwestora.
Ze względu na trudności często związane ze składaniem zastawu mechanika i przestrzeganiem przepisów dotyczących zastawu mechanika, wielu zastawników korzysta z usług prawników lub firm świadczących usługi składania zastawów mechanika, aby zapewnić sobie prawidłowe złożenie tego zastawu.

### Kolejność egzekucji, a respektowanie praw innych podmiotów mających wpis na hipotece nieruchomości
Ustawy ustanawiające zastaw mechanika zazwyczaj przyznają mu wyższy priorytet zaspokojenia z nieruchomości, niż prawo przyznaje większości innych zabezpieczeń majątkowych wpisanych na hipotekę. Między innymi kolejność jest atrybutem, który określa, które z kilku konkurujących roszczeń hipotecznych będzie miało jako pierwsze prawo do funduszy ze sprzedaży nieruchomości w drodze egzekucji. W tym kontekście o kolejności zaspokojenia zastawu mechanika decyduje moment, w którym zastaw zostaje wpisany na hipotekę, lub moment, do którego „odnosi się”. Z pewnymi wyjątkami, za datę powstania zastawu uznaje się moment poprzedzający pojawienie się jakiegokolwiek zawiadomienia, czy wpisu w rejestrach publicznych. W wielu stanach jest to moment, gdy na placu budowy rozpoczyna się pierwsza widoczna aktywność budowlana. W innych jest to moment zawarcia umowy na wykonanie robót budowlanych. W jeszcze innych, zastaw każdego wykonawcy lub dostawcy zostaje ustanowiony w momencie rozpoczęcia przez niego pracy na danej budowie. W związku z tym osoby pożyczające posiadaczom tytułu do majątku, czy mające inne interesy do tego majątku, ryzykują, że ich interesy zostaną w nieoczekiwany sposób odsunięte w kolejności zaspokajania, ze względu na powstanie wobec nieruchomości zastawu mechanika, o którym nie mieli pojęcia.
W niektórych stanach istnieją specjalne przepisy dotyczące ustalania pierwszeństwa między zastawem mechanika a hipoteką pod zastaw pożyczki finansującej budowę na działce. Na przykład w stanie Nowy Jork pojawienie się określonych sformułowań w zapisie hipotecznym, że jest to pożyczka na budowę, zachowuje jej pierwszeństwo przed zastawami mechanika wynikającymi z tej budowy, o ile później złożone roszczenia o zastaw, które są uzasadnione, nie są ignorowane. W innych stanach, takich jak Floryda, o wszystkim decyduje kolejność założenia hipoteki. Tam założenie hipoteki pod zastaw pożyczki na budowę przed złożeniem ustawowego zawiadomienia o rozpoczęciu budowy, zapewnia hipotece wynikającej z pożyczki absolutne pierwszeństwo przed zastawami mechanika wynikającymi z budowy. Jeszcze inne stany, takie jak Kalifornia, dają pierwszeństwo zaspokojenia instytucji finansowej pożyczającej na budowę pod hipotekę zaciągniętą przed widocznym rozpoczęciem budowy, w którym przypadku pożyczkodawca jest zobowiązany do dystrybucji środków wykonawcom. W stanie Illinois istnieje ustawowy program wypłaty środków, który, jeśli zostanie zastosowany, zapewnia pierwszeństwo spłacie kredytu na budowę. W innych stanach znów istnieją inne ustalenia, a niektóre stany, takie jak Kolorado, nie zapewniają prawie żadnych praktycznych środków, aby kredyt na budowę w ogóle uzyskał pierwszeństwo.

### Egzekwowanie
Zastawy mechanika są egzekwowane wyłącznie w drodze sądowej sprzedaży nieruchomości w celu ściągnięcia z niej należności, czyli w drodze postępowania sądowego podobnego do egzekucji pożyczki hipotecznej. Sąd musi ustalić, czy wymogi ustawy zostały spełnione, a jeśli tak, to jaka jest kolejność zaspokojenia zastawu mechanika w stosunku do innych zastawów lub obciążeń na tytule. Po ustaleniu tego sąd zarządzi sprzedaż nieruchomości, a wpływy ze sprzedaży zostaną rozdzielone w kolejności pierwszeństwa zastawów i zobowiązań.

### Ograniczenia
Stany mogą mieć różne ograniczenia dotyczące zastawu mechanika. Zgodnie z prawem Kalifornii, wykonawca musi zaczekać, aby skorzystać z prawa zastawu, dopóki nie wystąpi którykolwiek z poniższych warunków; w przeciwnym razie zastaw zostanie uznany za przedwczesny:
a) budowa jest zakończona zgodnie z ustalonym w umowie zakresem robót,
b) projekt został wstrzymany (zaprzestanie budowy), lub
c) uniemożliwiono mu zakończenie pracy (otrzymał wypowiedzenie).
Każde z tych wymaganych zdarzeń ma miejsce pod koniec cyklu życia projektu budowlanego (lub na koniec zakresu robót podwykonawcy, bo projekt może być daleki od zakończenia). Zakończenie projektu nie może być nadmiernie oddalone od rzeczywistego czasu wykonania pracy (oraz momentu, w którym robocizna i materiały zostały opłacone z własnej kieszeni przez podwykonawcę).
Ponadto praca musi bezpośrednio dotyczyć ulepszenia nieruchomości. Może się to wydawać oczywiste, ale istnieje wiele kosztów budowy, które nie podlegają zastawowi mechanika. Część kosztów budowy może nie kwalifikować się do zastawu mechanika, ponieważ praca nie poprawiła właściwości nieruchomosci. Dobrym przykładem są przedmioty, które nie mają być trwałą częścią nieruchomosci, ale są niezbędne w trakcie budowy. Może być wymagane tymczasowe ogrodzenie budowy, które może pełnić cenną funkcję w zakresie jej bezpieczeństwa i ochrony, ale nigdy nie oczekuje się, że stanie się ono częścią nieruchomości, dlatego nie jest to koszt, który można odzyskać poprzez dochodzenie zastawu mechanika.
Atrakcyjny charakter zastawu mechanika polega na tym, że zastaw jest zabezpieczony nieruchomością, a nieruchomość może zostać sprzedana w celu zapłacenia zastawu. To potężne narzędzie, ale nie zawsze wydajne. W rzeczywistości jest to długotrwały proces, który nie jest zbyt wydajny. Jednak biorąc pod uwagę warunki ekonomiczne i to, że pożyczkodawcy zwykle jednak mają pierwszeństwo, sprzedaż nieruchomości może nie wystarczyć do pokrycia wartości zastawu.
Często pomija się fakt, że wykonawca na bieżąco finansuje projekt budowlany, gdy wykonuje pracę, a nie otrzymuje natychmiastowej zapłaty za te prace. Wykonawca zamraża na budowie cenny kapitał, który mógłby zostać wykorzystany gdzie indziej, zamiast czekać na zakończenie projektu budowlanego. Ponadto wykonawca musi ponieść koszty postępowania sądowego w celu wyegzekwowania prawa zastawu mechanika. W przypadku sporów o niewielkiej wartości zastaw mechanika nie będzie opłacalnym sposobem uzyskania zapłaty za usługi.

### Uwolnienie z zastawu
Uwolnienie z zastawu, zwane także anulowaniem zastawu, to dokument, który może zostać dobrowolnie przekazany przez wierzyciela zastawu, takiego jak podwykonawca, w zamian za zapłatę lub przyrzeczenie zapłaty od generalnego wykonawcy lub właściciela posesji. Negocjacje mogą być trudne, ponieważ osoby występujące z zastawem na ogół chcą, aby spłacono ich przed uwolnieniem z zastawu, podczas gdy właściciel nieruchomości objętej zastawem będzie na ogół chciał uwolnienia z zastawu przed dokonaniem płatności. W przeciwieństwie do zrzeczenia się prawa zastawu, które neguje prawo do złożenia zastawu w przyszłości, uwolnienie z zastawu anuluje zastaw, który już obowiązuje.
Przed dokonaniem jakiejkolwiek płatności właściciel nieruchomości powinien zażądać uwolnienia od zastawu od każdego dostawcy, wykonawcy i podwykonawcy, co ma obejmować zastosowane materiały i wykonane na budowie roboty. Uwolnienie z zastawu to pisemne oświadczenie zwalniające majątek z groźby zastawu. Jeżeli umowa wymaga częściowych płatności przed całkowitym zakończeniem prac, właściciel nieruchomości może zażądać częściowego uwolnienia z zastawu obejmującego całą robociznę i materiały zużyte do momentu zapłaty.
Przed dokonaniem ostatecznej płatności właściciel nieruchomości powinien uzyskać oświadczenie od wykonawcy, które wymienia wszystkie nieopłacone strony, które wykonały pracę lub usługi lub dostarczyły materiały dla nieruchomości. Właściciel nieruchomości powinien upewnić się, że wykonawca uzyskał uwolnienia od wszystkich tych stron przed dokonaniem końcowej płatności.

## Ochrona przed zastawami
Często zastaw mechanika jest wykrywany długo po jego umieszczeniu w rejestrach publicznych, ale podejmując kilka proaktywnych działań, właściciele nieruchomości mogą zapewnić, że ich nieruchomości są chronione przed obciążeniami nałożonymi przez takie zastawy.

### Zawiadomienie o rozpoczęciu
Złóż formularz „Zawiadomienie o Rozpoczęciu” przed rozpoczęciem budowy lub przebudowy domu. Zarejestruj formularz u Sekretarza Sądu Okręgowego w hrabstwie, w którym znajduje się remontowana nieruchomość. Umieść tablicę z uwierzytelnioną kopią formularza również w widocznym miejscu na posesji, gdzie ma być prowadzona budowa lub remont. Zawiadomienie wyszczególniać ma zamiar właściciela nieruchomości dotyczący rozpoczęcia ulepszeń, lokalizację nieruchomości, opis prac i kwotę poręczenia (bond), jeśli dotyczy. Identyfikuje ono również właściciela nieruchomości, wykonawcę, poręczyciela, pożyczkodawcę i podaje inne istotne informacje.
Właściciel nieruchomości, który nie złoży „Zawiadomienia o Rozpoczęciu” lub poda nieprawdziwe informacje w Zawiadomieniu, może musieć dwukrotnie zapłacić za tę samą pracę lub materiały. Poproś o listę wszystkich podwykonawców i dostawców, którzy mają umowę z głównym wykonawcą na świadczenie usług lub materiałów dla nieruchomości.
Po zakończeniu projektu i po uzyskaniu przez wykonawcę pełnej zapłaty i uzyskaniu wszystkich niezbędnych Zwolnień z Zastawu i oświadczeń pod przysięgą, jak opisano powyżej, złóż Zawiadomienie o Wygaśnięciu „Zawiadomienia o Rozpoczęciu” w Sekretariacie Sądu Okręgowego w hrabstwie w którym znajduje się ulepszana nieruchomość.

### Kwestionowanie zastawu
Stany zazwyczaj posiadają procedurę, za pomocą której właściciel gruntu może zakwestionować jednostronnie (prima facie) złożone uprawnienia wnioskodawcy do zastawu, z powodów takich jak niewłaściwa identyfikacja nieruchomości, zgodność z wymogami zawiadomienia i termin. Jeżeli roszczenie zastawu przetrwa te zastrzeżenia, właściciel może „uwolnić się” od zastawu, składając poręczenie wydane przez instytucję finansową w sądzie, w którym wszczęto postępowanie o zastaw. To w efekcie zwalnia nieruchomość z zastawu i umożliwia swobodną sprzedaż nieruchomości przez jej właściciela. Możliwość zwolnienia zastawu jest szczególnie istotna w przypadku, gdy deweloperzy chcą kontynuować sprzedaż nowo wybudowanych domów, które w przeciwnym razie pozostałyby niesprzedane i niezajęte podczas postępowania sądowego o zastaw.

## Zastaw Mechanika poza Stanami Zjednoczonymi
Kraje, które stosują zastaw mechanika, często mają inne prawa i procedury niż Stany Zjednoczone.
Wszystkie prowincje i terytoria Kanady (w tym Quebec) i Nowa Zelandia uznają proces nieco analogiczny do zastawu mechanika.
W Kanadzie prowincje Nowy Brunszwik, Wyspa Księcia Edwarda, Nowa Fundlandia i Labrador, Terytoria Północno-Zachodnie i Nunavut mają ustawy o Zastawie Mechanika, które dotyczą wykonawców i dostawców budowlanych.
Kolumbia Brytyjska, Alberta, Saskatchewan, Manitoba, Ontario, Nowa Szkocja i Jukon mają podobne ustawy pod nazwą Zastaw Budowlańca (Builder’s Lien), podczas gdy ustawy o nazwie „Zastaw Mechanika” dotyczą mechaników samochodowych i prac dokonywanych w ich warsztatach.
W Quebecu istnieje ustawa „Legal Hypothec of Construction” – “Hipoteka budowlana” pełniąca analogiczną funkcję do ustaw o zastawie mechanika.
Z wyjątkiem Meksyku, generalnie, zastaw mechanika nie jest uznawany w całej Ameryce Łacińskiej.
Niektóre kraje, takie jak Zjednoczone Emiraty Arabskie, wyraźnie zakazują zastawu, z wyjątkiem przypadków dobrowolnie przyjętych na siebie przez właściciela nieruchomości, w umowie.